# Oto IV de Brandemburgo-Stendal

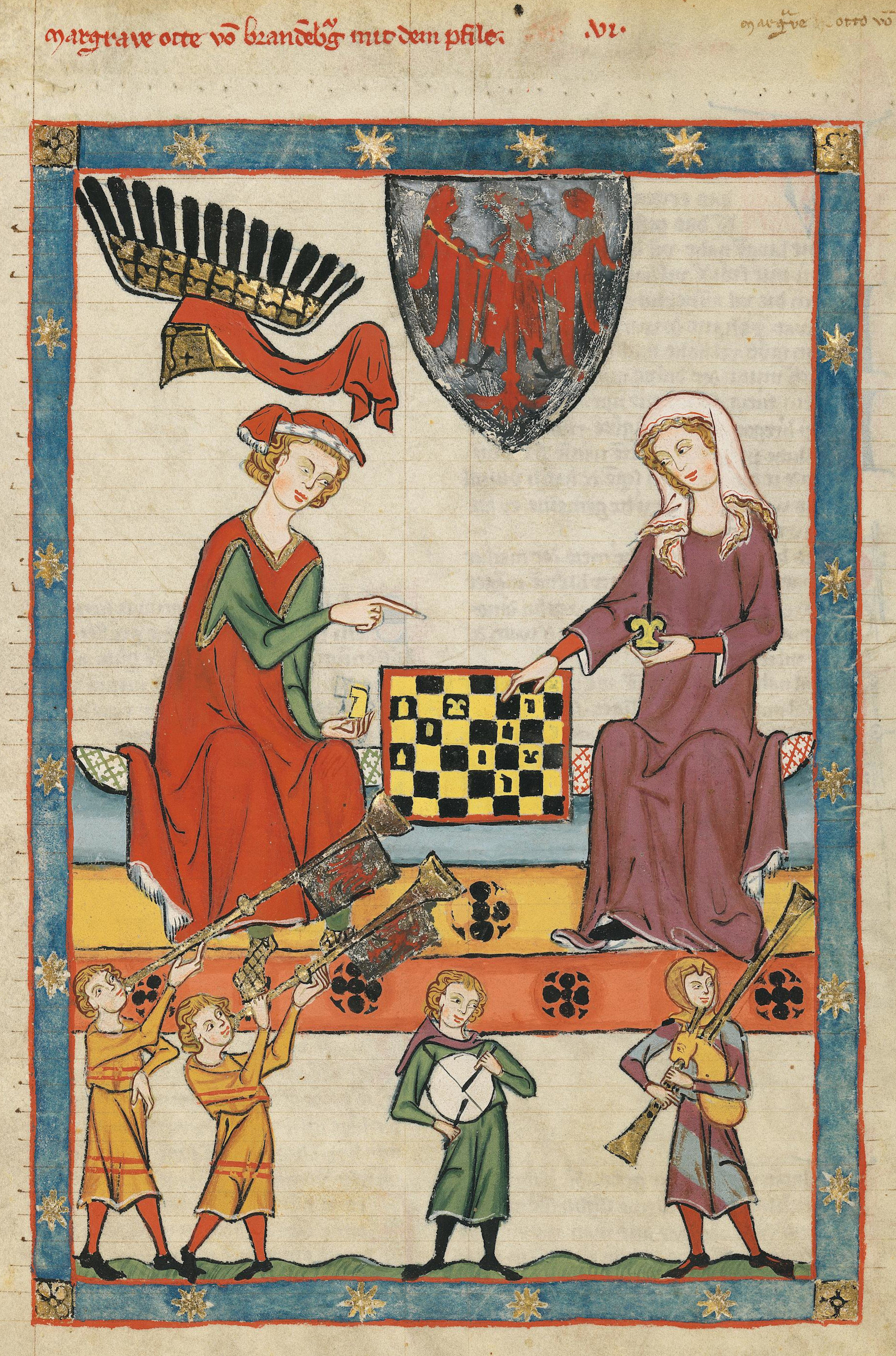
Representação de Otão IV a jogar xadrez com uma mulher.

Otão IV (1238 - 27 de Novembro de 1309), foi o segundo filho de João I de Brandemburgo e de Sofia da Dinamarca. Sucedeu ao seu pai em 1266 como marquês de Brandemburgo Em 1279, Otão casou-se com Edviges de Habsburgo, filha de Rodolfo I da Germânia. Em 1287, na Batalha de Frohse, foi feito prisioneiro em Magdeburgo. O seu servo libertou-o pagando um resgate de 4000 libras de prata. Em 1280, combatia em Staßfurt quando foi atingido por uma flecha na cabeça, que ficou desfigurada pelo projéctil durante um ano.
Em 1292, conquistou a Saxónia-Anhalt e Gorzów Wielkopolski, uma cidade polaca. Em 1303, conquistou a Lusácia